# Lasius flavoniger
Lasius flavoniger är en myrart som beskrevs av Seifert 1992. Lasius flavoniger ingår i släktet Lasius och familjen myror. Inga underarter finns listade i Catalogue of Life.